# Nita (geslacht)
Nita is een geslacht van spinnen uit de familie trilspinnen (Pholcidae).

## Soorten
Het geslacht kent de volgende soort:
- Nita elsaff Huber & El-Hennawy, 2007